# كوشيدا
كوشيدا هو مصارع محترف ياباني ولد في 12 مايو 1983، يعمل حالياً في دبليو دبليو إي في قسم إن إكس تي.

## روابط خارجية
- كوشيدا على موقع شيردوغ (الإنجليزية)
- كوشيدا على موقع دبليو دبليو إي (الإنجليزية)
- كوشيدا على موقع WrestlingData.com (الإنجليزية)
- كوشيدا على موقع CageMatch worker (الإنجليزية)
- كوشيدا على موقع قاعدة بيانات المصارعة على الإنترنت (الإنجليزية)
- كوشيدا على موقع عالم المصارعة على الإنترنت (الإنجليزية)
- كوشيدا على موقع عالم المصارعة على الإنترنت (الإنجليزية)